# Gare de Martainneville - Saint-Maxent
La gare de Martainneville - Saint-Maxent est une ancienne gare ferroviaire française de la ligne de Canaples à Longroy - Gamaches, située sur le territoire de la commune de Saint-Maxent, à proximité immédiate de Martainneville, dans le département de la Somme, en région Hauts-de-France.
Elle est mise en service en 1872, par la Compagnie de Frévent à Gamaches. Après sa faillite de cette dernière, son exploitation est reprise par la Compagnie des chemins de fer du Nord en 1881. En 1969, avec la fermeture à tout trafic de la section de ligne concernée, effectuée par la SNCF, la gare est également fermée.

## Situation ferroviaire
Établie à 99 mètres d'altitude, la gare de Martainneville - Saint-Maxent est située au point kilométrique (PK) 69,247 de la ligne de Canaples à Longroy - Gamaches (à voie unique ; déclassée), entre les gares fermées de Cerisy-Buleux et de Vismes-au-Val.
Par ailleurs, la ligne de Feuquières à Ponthoile (ligne militaire provisoire ayant servi à la fin de la Première Guerre mondiale) était raccordée, non loin de la gare (en son côté sud-est), à la ligne de Canaples à Longroy - Gamaches.

## Histoire
La gare de Martainneville - Saint-Maxent a été mise en service à l'ouverture de la ligne de Longpré à Longroy - Gamaches (devenue ultérieurement la ligne de Canaples à Longroy - Gamaches) par la Compagnie de Frévent à Gamaches, soit le 9 mai 1872, avant de devenir la propriété de la Compagnie des chemins de fer du Nord en 1881 lors de la faillite de la compagnie primitive. Elle a intégré à sa création, le 1er janvier 1938, le réseau de la Société nationale des chemins de fer français (SNCF) ; cette dernière l'a fermée au trafic voyageurs le 7 novembre 1938 (avec toutefois une reprise des circulations du 5 mai 1941 jusqu'en 1944, soit pendant la Seconde Guerre mondiale), puis au trafic fret le 3 novembre 1969 entre Oisemont à Longroy - Gamaches (section où se trouve la gare, ce qui a entraîné sa fermeture).

## Patrimoine ferroviaire
L'ancien bâtiment voyageurs et son annexe sanitaire, revendus à un particulier, sont toujours présents sur le site en tant qu'habitation. On y trouve aussi l'ancienne halle à marchandises, qui semble être à l'abandon.